# پای لوله‌ای

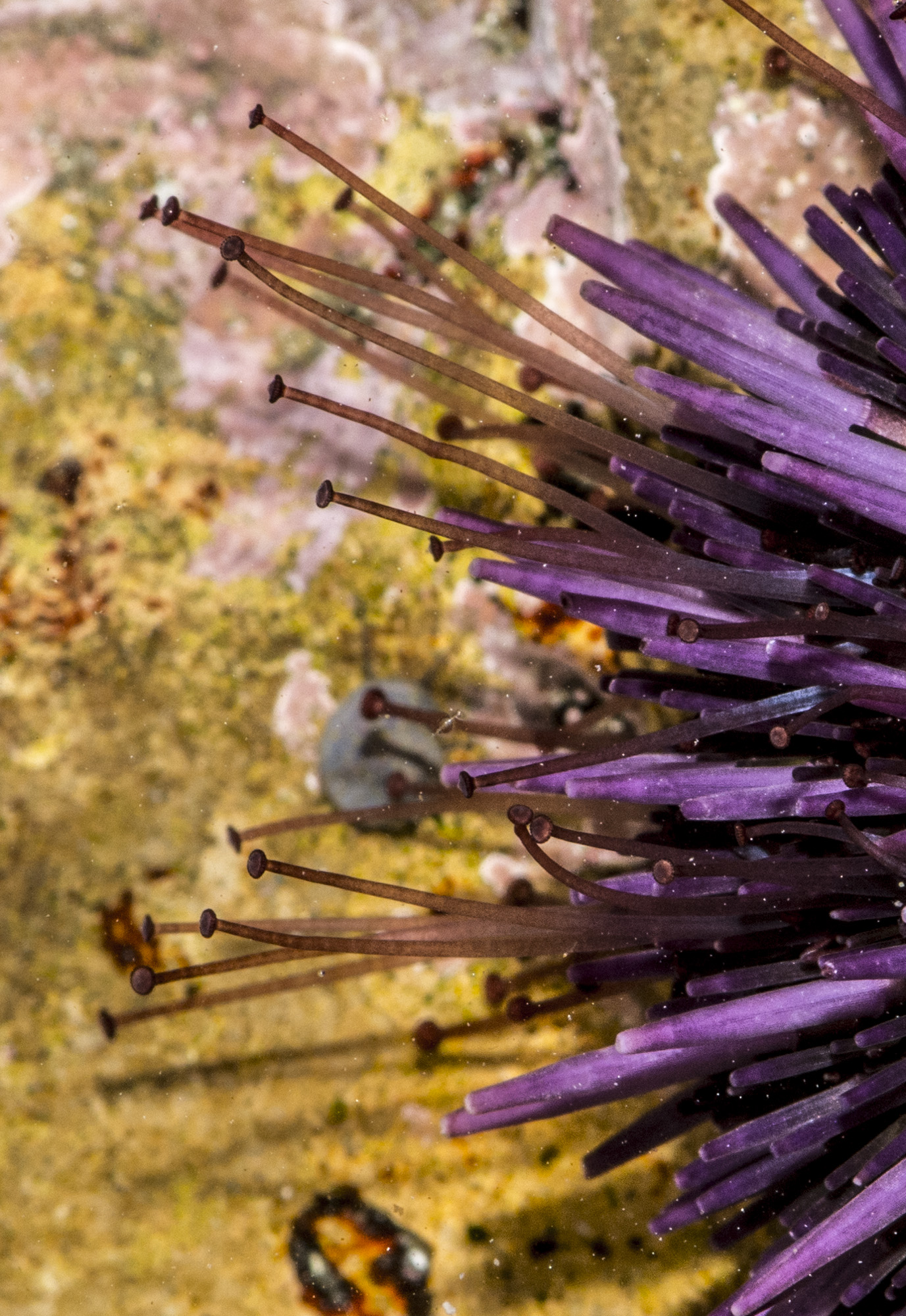
پای لوله‌ای خارپشت دریایی از کنار خارها کشیده شده‌است.

پاهای لوله‌ای (به انگلیسی: Tube feet) (از نظر فنی podia) برآمدگی‌های لوله‌ای کوچک و فعال روی صورت دهانی خارپوستان، چه بازوهای ستاره دریایی، چه در بخش‌های زیرین خارپشت دریایی، سکه‌های شنی و خیارهای دریایی هستند. آنها با احتیاط بیشتر در ستارگان شکننده وجود دارند، و تنها کارکرد تغذیه در زنبق دریایی دارند. آنها بخشی از سیستم عروقی آبی هستند.

## نگارخانه

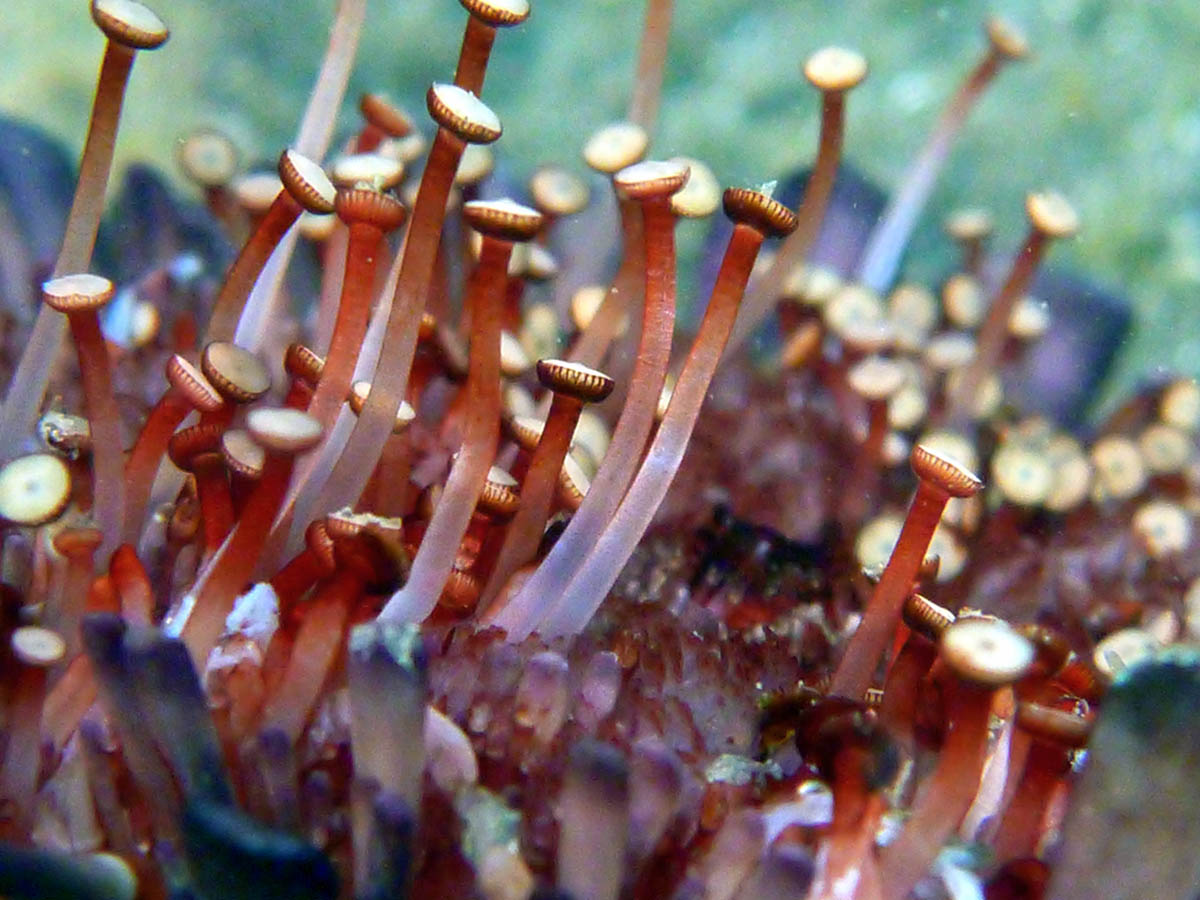
خارپشت زونا (Colobocentrotus atratus) یکی از نیرومندترین خارپوستان را دارد.
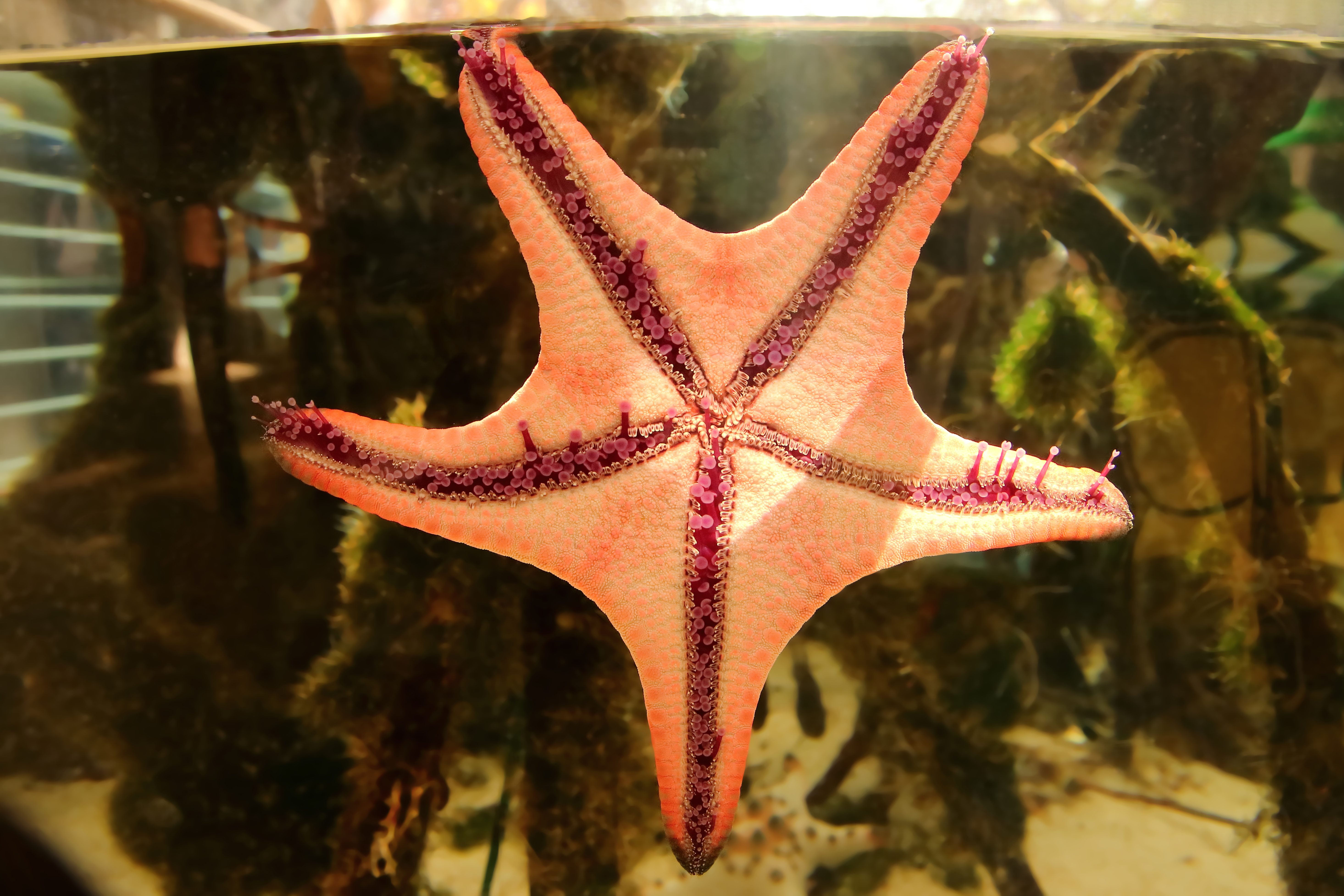
اتصال ستاره دریایی به شیشه آکواریوم با استفاده از پایه‌های لوله‌ای
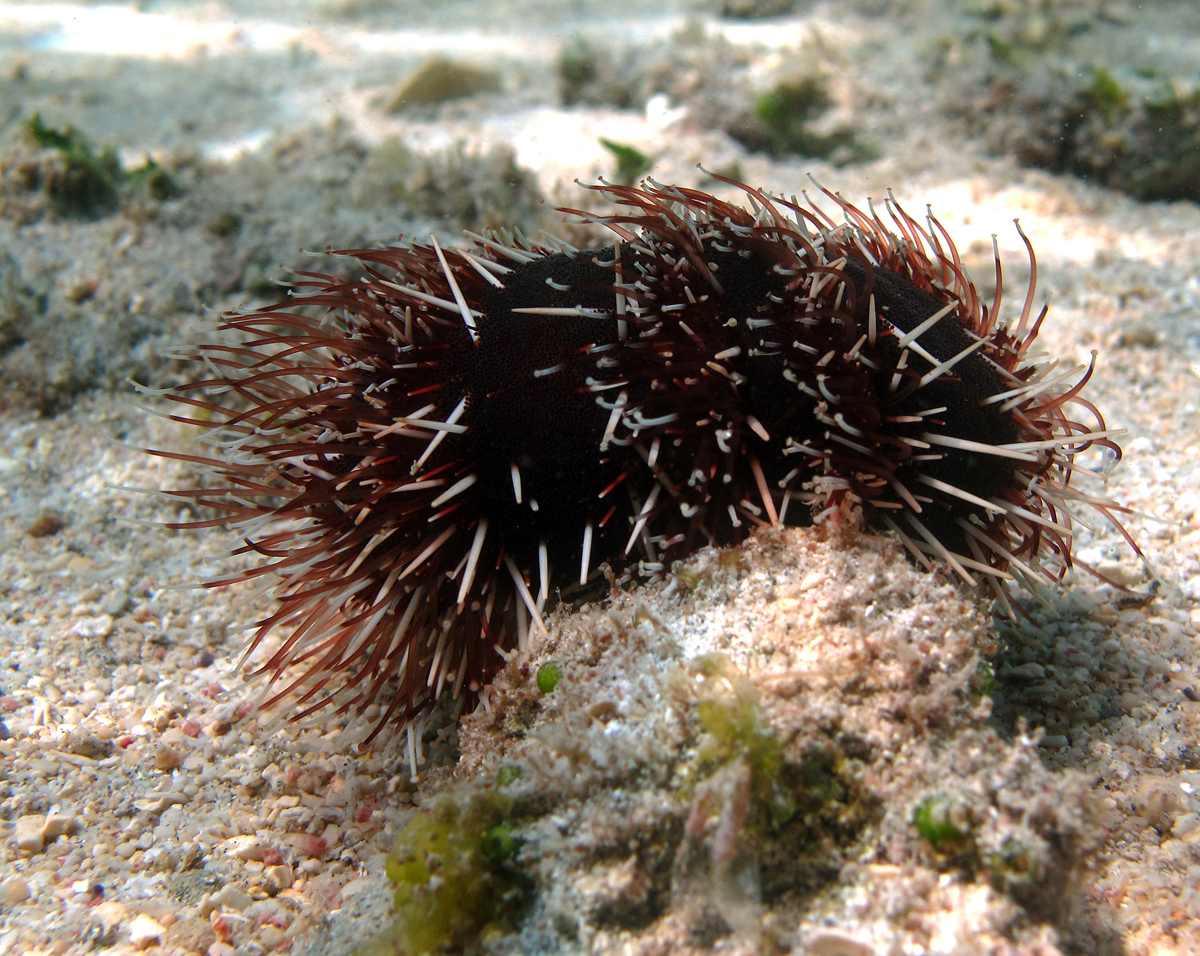
خارپشت‌های کلکسیونی (Tripneustes gratilla) پاهای لوله‌ای دراز دارند.
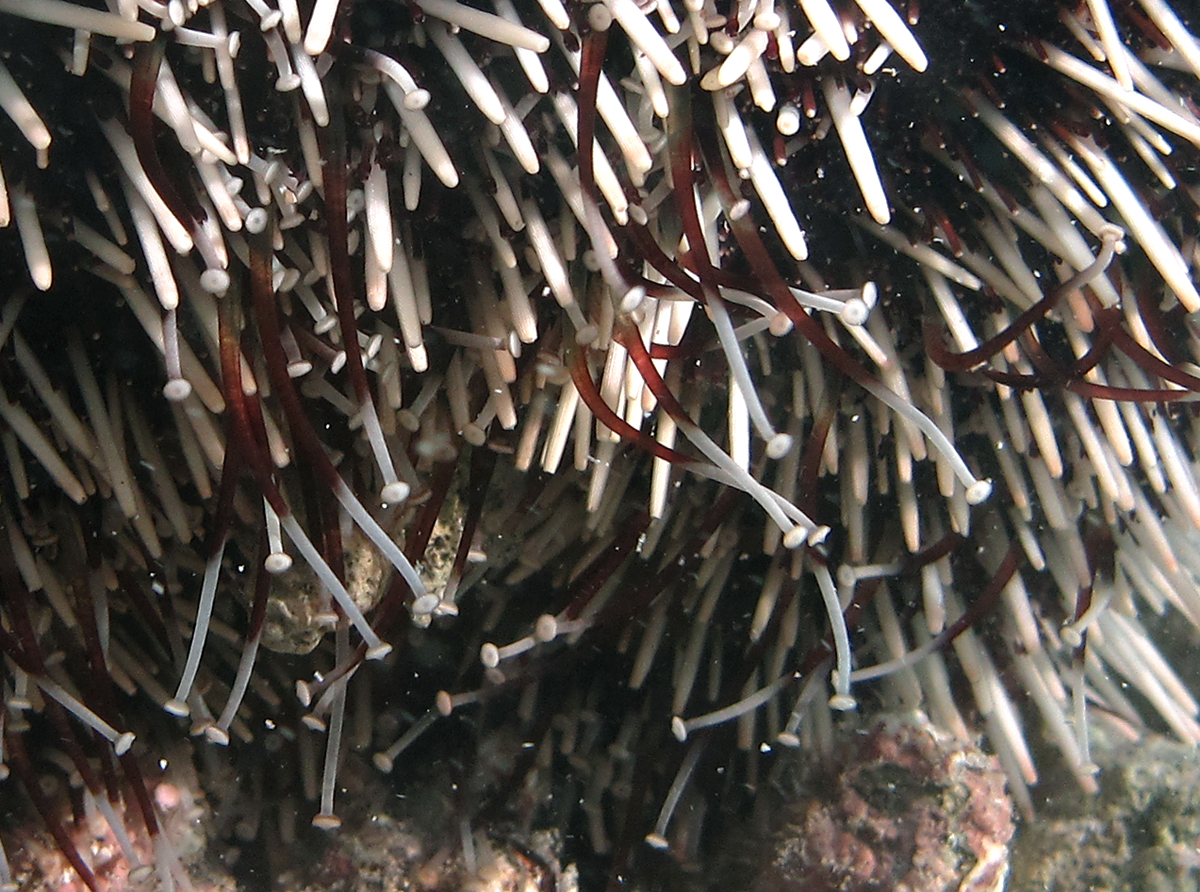
نمای نزدیک روی همان نمونه.
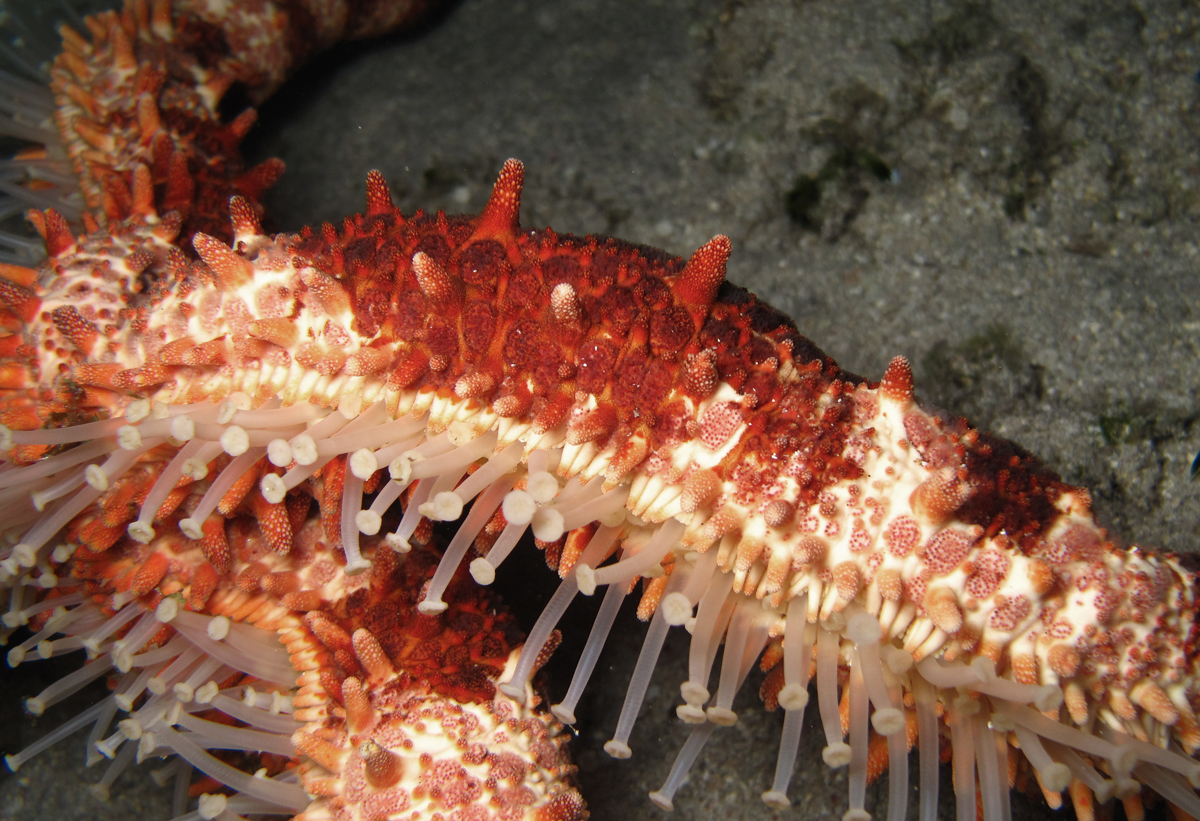
ستاره دریایی ناخنی (Mithrodia clavigera) دارای پاهای قوی است.
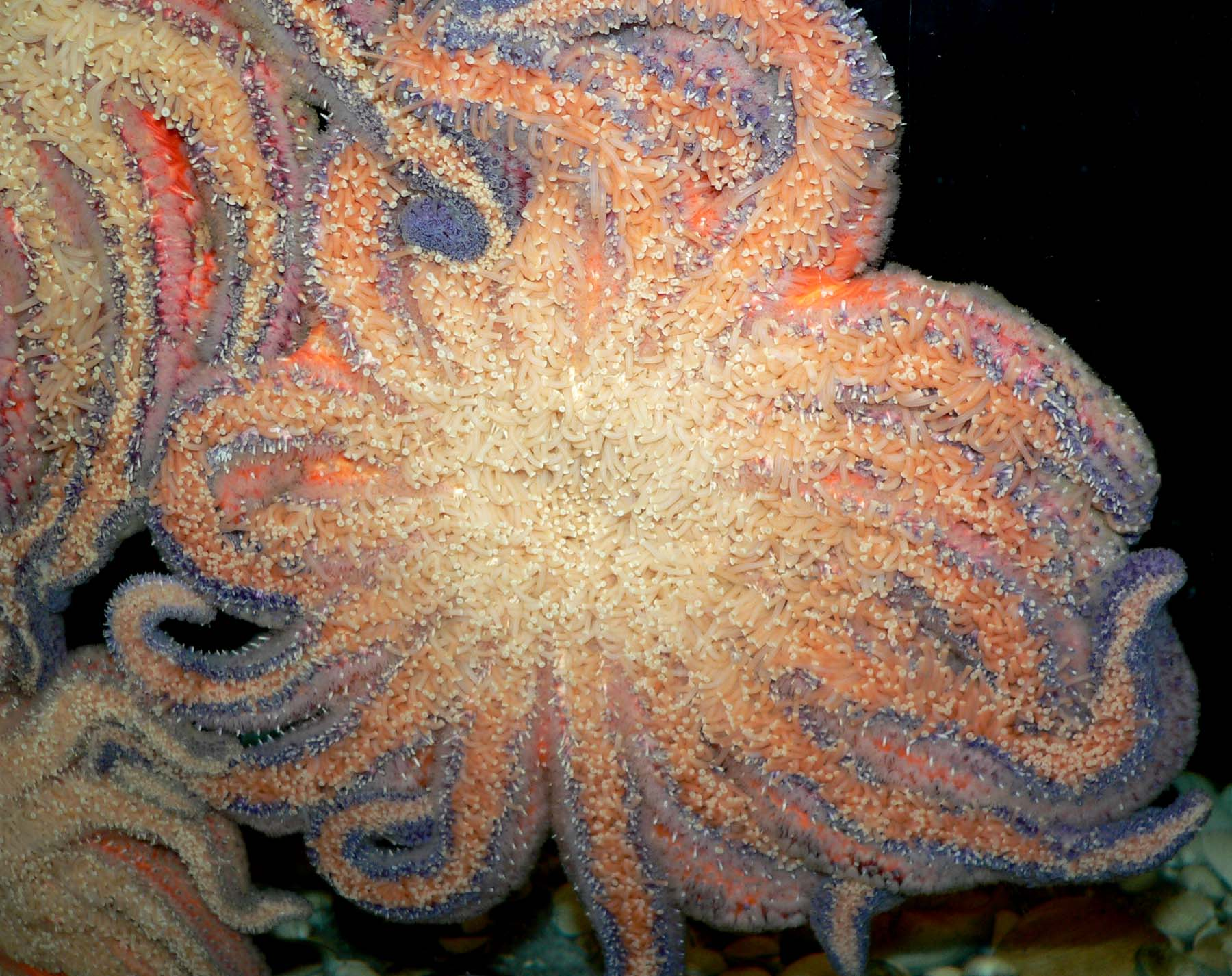
صورت دهانی یک ستاره دریایی آفتابگردان،Pycnopodia helianthoides.
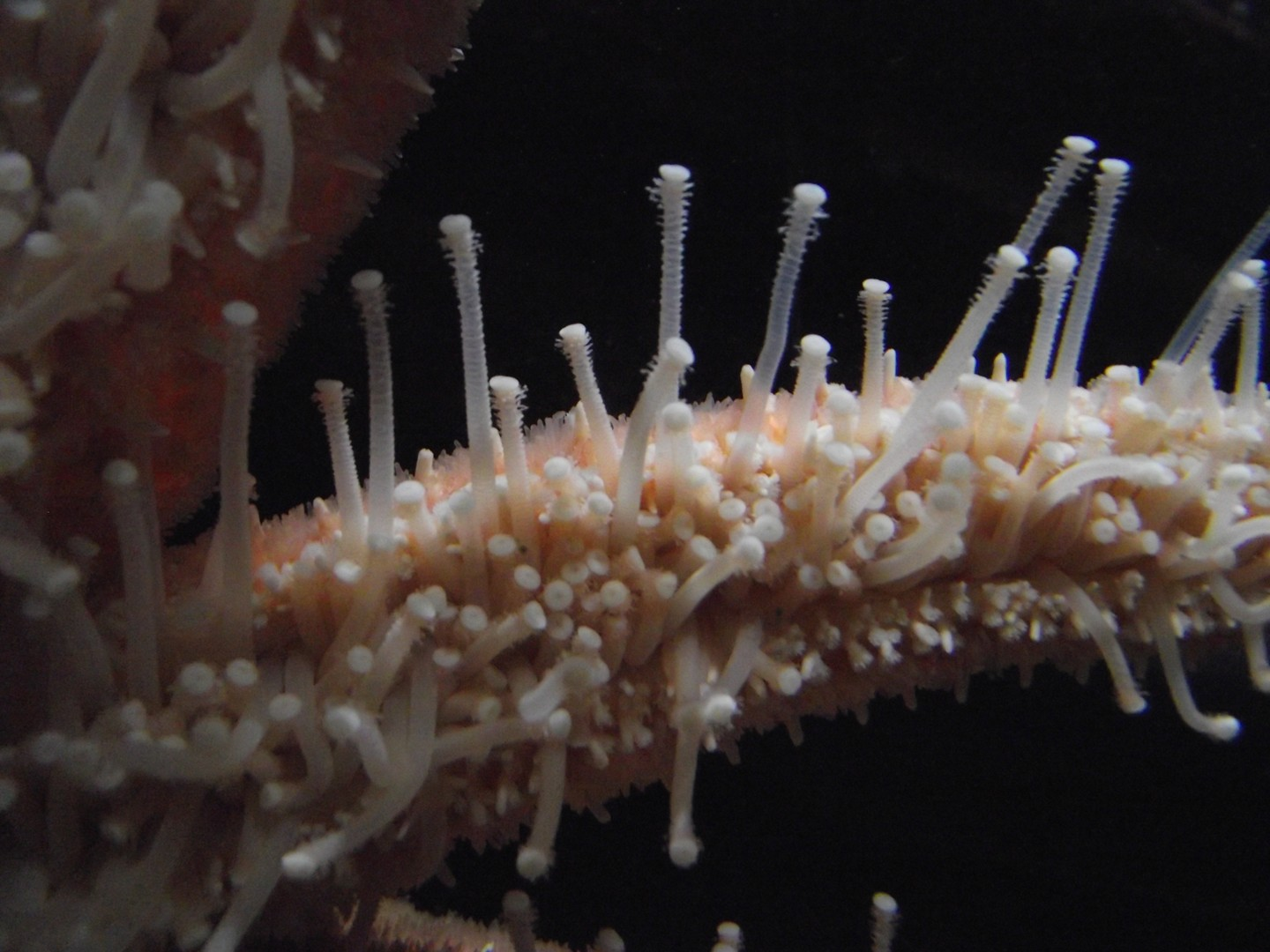
نمای نزدیک ازP. helianthoides.
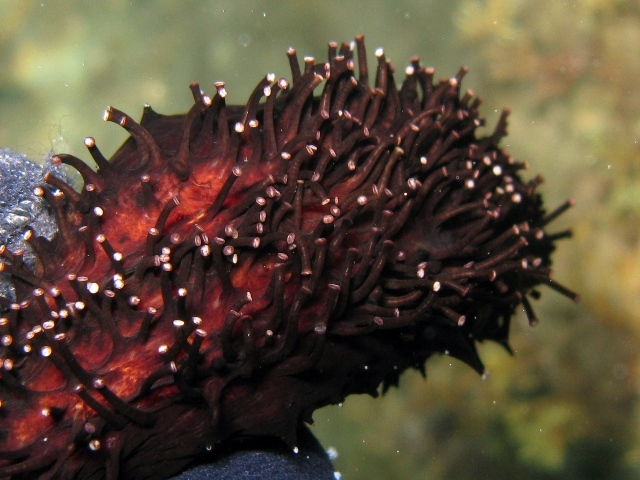
پاهای یک خیار دریایی (Holothuria forskali)